# U-674
U-674 – niemiecki okręt podwodny (U-Boot) typu VII C z okresu II wojny światowej. Okręt wszedł do służby w 1943 roku. Jedynym dowódcą był Oblt. Harald Muhs.

## Historia
Wcielony do 5. Flotylli U-Bootów celem szkolenia załogi, od lutego 1944 roku w 13. Flotylli jako jednostka bojowa.
Okręt odbył pięć patroli bojowych, podczas których nie zatopił żadnej jednostki przeciwnika.
U-674 został zatopiony 2 maja 1944 roku na południe od wyspy Jan Mayen rakietami wystrzelonymi przez samolot Fairey Swordfish z lotniskowca eskortowego HMS „Fencer”. Zginęła cała 49-osobowa załoga U-Boota.